# به پانچ خوش آمدید
به پانچ خوش آمدید (به انگلیسی: Welcome to the Punch) فیلمی محصول سال ۲۰۱۳ و به کارگردانی ایران کراوی است. در این فیلم بازیگرانی همچون جیمز مک‌آووی، مارک استرانگ، آندره‌آ ریسبرو، الیس گابل، پیتر مولان، دیوید موریسی، دنیل کالویا، دنیل میز، جانی هریس، جیسون فلمینگ و روت شین ایفای نقش کرده‌اند.